# Hans Regkmann
Hans Regkmann, auch Hans Reckemann, Regkman (* 1494 in Recklinghausen; † Ende Januar 1561 in Lübeck) war ein deutscher Kaufmann und Chronist.

## Leben
Hans Regkmann wuchs in Recklinghausen auf und erlernte den Kaufmannsberuf wohl in Bergen (Norwegen). In Lübeck und Bergen ist er als Lübecker Bergenfahrer ab 1521 nachweisbar. Um 1529 war er Lübecker Bürger und wurde in der Alfstraße 15 im Kaufmannsviertel der Lübecker Altstadt sesshaft. Im Jahr nach dem Hauskauf heiratete er. Aus der Ehe gingen drei Söhne hervor. 1550 war er vom Lübecker Rat bestellter Waagemeister an der Niederwaage. Diese war 1548 up de welsche manner als sechsgiebliger Renaissancebau neu errichtet worden und enthielt eine Wohnung für ihn im Obergeschoss, so dass er sein Haus in der Alfstraße 1550 verkaufte.
Seine niederdeutsche Chronik schrieb er nicht dienstlich, sondern in der Zeit von 1537 bis 1549 privat zur Unterrichtung seiner Söhne. Regkmann stützte sich dabei auf die 1539 im Druck erschienen Lübecker Chronik von Hermann Bonnus, die niederdeutsche Fassung der Chronica Slavorum und die Wandalia von Albert Krantz. Er fügte ihr eine Lübecker Ratslinie an, die er zunächst bis 1539 in einem Zuge nach einer unbekannten Vorlage niederschrieb und dann bis 1560 aus eigenem Erleben weiter ergänzte. Das urschriftliche Manuskript Regkmanns gelangte 1767 in den Besitz der Staats- und Universitätsbibliothek Hamburg und ist nicht erhalten. Eingefügt wurden von Regkmann Aufzeichnungen des 1548 an der Pest verstorbenen Kaufmanns und Nachbarn Gerd Korffmaker und von weiteren unidentifizierten Dritten, darunter ein anonymer Bericht über die letzten Lebenstage von Marx Meyer, von Korffmacher ein Augenzeugenbericht zu Marten Pechlin sowie ein weiterer Bericht über Lübecks Seekriegsführung 1535 in der Grafenfehde.
Herausgegeben von Johann Friedrich Faust von Aschaffenburg (1569–1621), erschien die Chronik Regkmanns 1619 auch in hochdeutscher Übersetzung.